# Кубок Йорданії з футболу 2021
Кубок Йорданії з футболу 2021 — 40-й розіграш кубкового футбольного турніру у Йорданії. Титул володаря кубка здобув Аль-Файсалі.

## Календар
| Раунд            | Дата                       | Матчі | Клуби   |
| ---------------- | -------------------------- | ----- | ------- |
| Попередній раунд | 8-11 серпня 2021           | 10    | 42 → 32 |
| 1/16 фіналу      | 13-16 серпня 2021          | 16    | 32 → 16 |
| 1/8 фіналу       | 23-25 серпня 2021          | 8     | 16 → 8  |
| 1/4 фіналу       | 21 вересня - 4 жовтня 2021 | 4     | 8 → 4   |
| 1/2 фіналу       | 21 листопада 2021          | 2     | 4 → 2   |
| Фінал            | 25 листопада 2021          | 1     | 2 → 1   |

## 1/8 фіналу
| Команда 1       | Рахунок       | Команда 2       |
| --------------- | ------------- | --------------- |
| 23 серпня 2021  |               |                 |
| Аль-Сареех (2)  | 1:2           | Аль-Салт        |
| Аль-Арабі (2)   | 1:1 пен. 3:4  | Шабаб Аль-Акаба |
| 24 серпня 2021  |               |                 |
| Шабаб Аль-Ордон | 2:2 пен. 1:3  | Сахаб           |
| Аль-Файсалі     | 1:0           | Аль-Рамта       |
| Маан            | 0:0 пен. 4:2  | Аль-Букаа       |
| 25 серпня 2021  |               |                 |
| Аль-Гуссейн     | 1:0           | Адер (3)        |
| Аль-Джаліль     | 0:4           | Аль-Вахдат      |
| Аль-Джазіра     | 0:0 пен. 10:9 | Аль-Аглі (2)    |

## 1/4 фіналу
| Команда 1       | Рахунок      | Команда 2       |
| --------------- | ------------ | --------------- |
| 21 вересня 2021 |              |                 |
| Аль-Вахдат      | 2:1          | Аль-Джазіра     |
| Сахаб           | 0:0 пен. 5:6 | Аль-Файсалі     |
| 22 вересня 2021 |              |                 |
| Аль-Гуссейн     | 2:1          | Шабаб Аль-Акаба |
| 4 жовтня 2021   |              |                 |
| Аль-Салт        | 1:0          | Маан            |

## 1/2 фіналу
| Команда 1         | Рахунок | Команда 2   |
| ----------------- | ------- | ----------- |
| 21 листопада 2021 |         |             |
| Аль-Файсалі       | 3:1     | Аль-Вахдат  |
| Аль-Салт          | 2:0     | Аль-Гуссейн |

## Фінал
| 25 листопада 2021 18:00 (EEST) |

| Аль-Салт | 0:1      | Аль-Файсалі      |
| -------- | -------- | ---------------- |
|          | Протокол | Аль-Равасдех 60' |

| Інтернаціональний стадіон, Амман Арбітр: Омар Альмані |